# 동지사 (관직)
동지사(同知事), 간단히 동지(同知)는 한국과 중국의 과거 관직이다
한국에서는 고려와 조선에 존재했으며, 조선의 의금부, 성균관, 춘추관 등에 설치한 종2품 관직이었다.